# 阿亞維區
阿亞維區（西班牙語：Distrito de Ayaví），是秘魯的一個區，位於該國中南部萬卡韋利卡大區的瓦伊塔拉省，始建於1941年1月22日，面積201.26平方公里，海拔高度3,758米，2005年人口1,212，人口密度每平方公里6.0人。